# Черчель, Владислав Юрьевич
Черчель Владислав Юрьевич (род. 10 апреля 1971, Кривой Рог, Днепропетровская область) — украинский учёный-агроном. Доктор сельскохозяйственных наук (2018), член-корреспондент НААН (2020). Лауреат Государственной премии Украины в области науки и техники (2020).

## Биография
Родился 10 апреля 1971 года в городе Кривой Рог Днепропетровской области.
В 1993 году окончил Днепропетровский аграрный университет.
С 1997 года работает в Институте зерновых культур НААНУ (Днепр): в 1998—2001 годах — ведущий научный сотрудник лаборатории селекции кукурузы и сорго, в 2001—2009 годах — заведующий лабораторией селекции раннеспелых и среднеранних гибридов кукурузы, в 2009—2019 годах — заместитель директора по научной работе, заведующий лабораторией селекции кукурузы скороспелых гибридов, с 2019 года — директор института.

## Научная деятельность
Исследует проблемы селекции скороспелых гибридов кукурузы, адаптированных к разным условиям Украины. Соавтор 168 гибридов кукурузы и 170 их родительских компонентов.

### Научные труды
- Селекція кукурудзи // Генетика і селекція в Україні на межі тисячоліть. К., 2001. Т. 2 (в соавторстве);
- Relationship between maize Lancaster inbred lines according to SNP-analysis // Maize Genetics Cooperation Newsletter. 2017. Vol. 91 (в соавторстве);
- Групування та кластеризація ліній кукурудзи зародкової плазми Ланкастер за результатами SNP-аналізу // Regulatory mechanisms in biosystems. 2017. Vol. 8 (в соавторстве);
- Аналіз електрофоретичних спектрів зеїнів для оцінки генетичного різноманіття ліній кукурудзи (Zea mays (L.) Merr.) // Сортовивчення та охорона прав на сорти рослин. 2018. Т. 14, № 1 (в соавторстве);
- Насінництво кукурудзи: Навч. посіб. К., 2019 (в соавторстве);
- Differentiation of maize breeding samples by β-carotene content // Regulatory mechanisms in biosystems. 2019. Vol. 10 (в соавторстве);
- Посібник для аудиторів із сертифікації насіння. К., 2023 (в соавторстве).

## Награды
- Государственная премия Украины в области науки и техники (2020).